# Tenneville
Tenneville là một đô thị của Bỉ. Đô thị này nằm ở tỉnh Luxembourg, vùng Wallonie.
Ngày 1 tháng 1 năm 2007, đô thị này có diện tích 91,81 km², có dân số 2.561 dân với mật độ dân số 27,9 người trên mỗi km².